# Jean Baptiste Soehnlin
Jean Baptiste Soehnlin (* 25. Februar 1825 in Hartmannswiller, deutsch Hartmannsweiler; † 26. März 1890 in Neuf-Brisach, deutsch Neubreisach) war katholischer Geistlicher und Mitglied des Deutschen Reichstags.

## Leben
Soehnlin besuchte Universitätschulen und studierte dann Theologie. Er machte umfangreiche Reisen, u. a. ins Heilige Land, und war Professor der Literatur, außerdem Stadtpfarrer und Dekan in Neubreisach. Nach dem schrecklichen Bombardement von Neubreisach wurde er zum Ritter der Ehrenlegion ernannt. Soehnlin war Verfasser zweier französischer Werke: La mère du Croisé und Lettres sur la Terre Sainte sowie Mitarbeiter mehrerer französischer Zeitungen.
Von 1874 bis 1877 war er Mitglied des Deutschen Reichstags für den Wahlkreis Elsaß-Lothringen 3 (Colmar).